# Rally RACE de España de 1971
El Rally RACE de España de 1971, oficialmente 19.º RACE Rally de España, fue la decimonovena edición, la decimoctava ronda de la temporada 1971 del Campeonato de Europa y la decimoquinta de la temporada 1971 del Campeonato de España de Rally. Se celebró del 22 al 25 de octubre y contó con un itinerario de 26 tramos que sumaban un total de 230 km cronometrados.

## Clasificación final
| Pos. | Piloto               | Copiloto               | Automóvil                  | Tiempo  | Diferencia |
| ---- | -------------------- | ---------------------- | -------------------------- | ------- | ---------- |
| 1.   | Jean-Pierre Nicolas  | Jean Todt              | Alpine-Renault A110 1800   | 2:37:25 | 0.0        |
| 2.   | Bernard Fiorentino   | Lucien Berbezy         | Simca CG MC 2200 Coupé     | 2:37:36 | +11:3      |
| 3.   | Estanislao Reverter  | Antonio Freire         | Alpinche                   | 2:46:20 | +8:55:4    |
| 4.   | Sobiesław Zasada     | Ryszard Nowicki        | BMW 2002 Ti                | 2:46:22 | +8:57:3    |
| 5.   | Alberto Ruiz-Giménez | Javier Bueno           | Porsche 911 S              | 2:48:14 | +10:49:1   |
| 6.   | Munari Sandro        | Mario Mannucci         | Lancia Fulvia 1.6 Coupé HF | 2:49:18 | +11:53:1   |
| 7.   | Lucas Sainz          | Juan Carlos Oñoro      | Alpine-Renault A110 1440   |         | +13:50:5   |
| 8.   | Jacques Henry        | Bernard-Etienne Grobot | Alpine-Renault A110 1600   |         | +14:36:2   |
| 9.   | Jean-Paul Rieu       | Jean-Paul Cuvelier     | BMW 2002 Ti                |         | +24:55:8   |
| 10.  | Franco Perazio       | Giorgio Rossi          | Lancia Fulvia 1.6 Coupé HF |         | +27:18:0   |